# Darmstadt-Haus (Płock)
Das Darmstadt-Haus in Płock (Woiwodschaft Masowien) befindet sich am Alten Markt Nr. 8 (poln. Stary Rynek) dieser Stadt.
Płock ist seit 24. September 1988 Partnerstadt von Darmstadt. Das Gebäude beherbergt das „Haus der Freundschaft Płock–Darmstadt“.

## Geschichte
Das schlichte Haus wurde am Ende des 18. Jahrhunderts auf den Fundamenten eines älteren Hauses errichtet. Der Baumeister ist unbekannt, der erste Besitzer war der Maler und Weinhändler Andrzej Karszowiecki (1776–1844). Er studierte Malerei in Düsseldorf und in Warschau bei Marcello Bacciarelli.
Im Haus wurde eine Herberge, „Hotel Berliński“ genannt, betrieben. Im Hofgebäude wurde eine Wohnung für längeren Aufenthalt vermietet, sowie zwei Zimmer, deren Wände mit den vom Wirt gemalten Bildern geschmückt waren.
Im Berliner Hotel wohnte 1802–1804 Ernst Theodor Amadeus Hoffmann (1776–1822). Im Zeitraum von 1815 bis 1880 hat das Haus sechsmal seine Inhaber gewechselt.
In den 1930er Jahren war es Sitz einer Versicherungsgesellschaft, nach dem Zweiten Weltkrieg bis zu den 1990er Jahren diente es als Wohnhaus.
Nach einer Generalüberholung 1995–1996 dient es als Darmstadt-Haus der Partnerschaft zwischen Darmstadt und Płock.
Auf der Fassade befindet sich rechts die E.T.A. Hoffmann-Gedenktafel, links eine Infotafel mit der Inschrift:
| Darmstadt Haus In Erinnerung an E. T. A. Hoffmann restauriert in Jahren 1995–1996 Dieser Bau wurde von der Stiftung für deutsch-polnische Zusammenarbeit aus Mitteln der Bundesrepublik Deutschland mit Beteiligung der Partnerstädte Darmstadt und Płock gefördert |

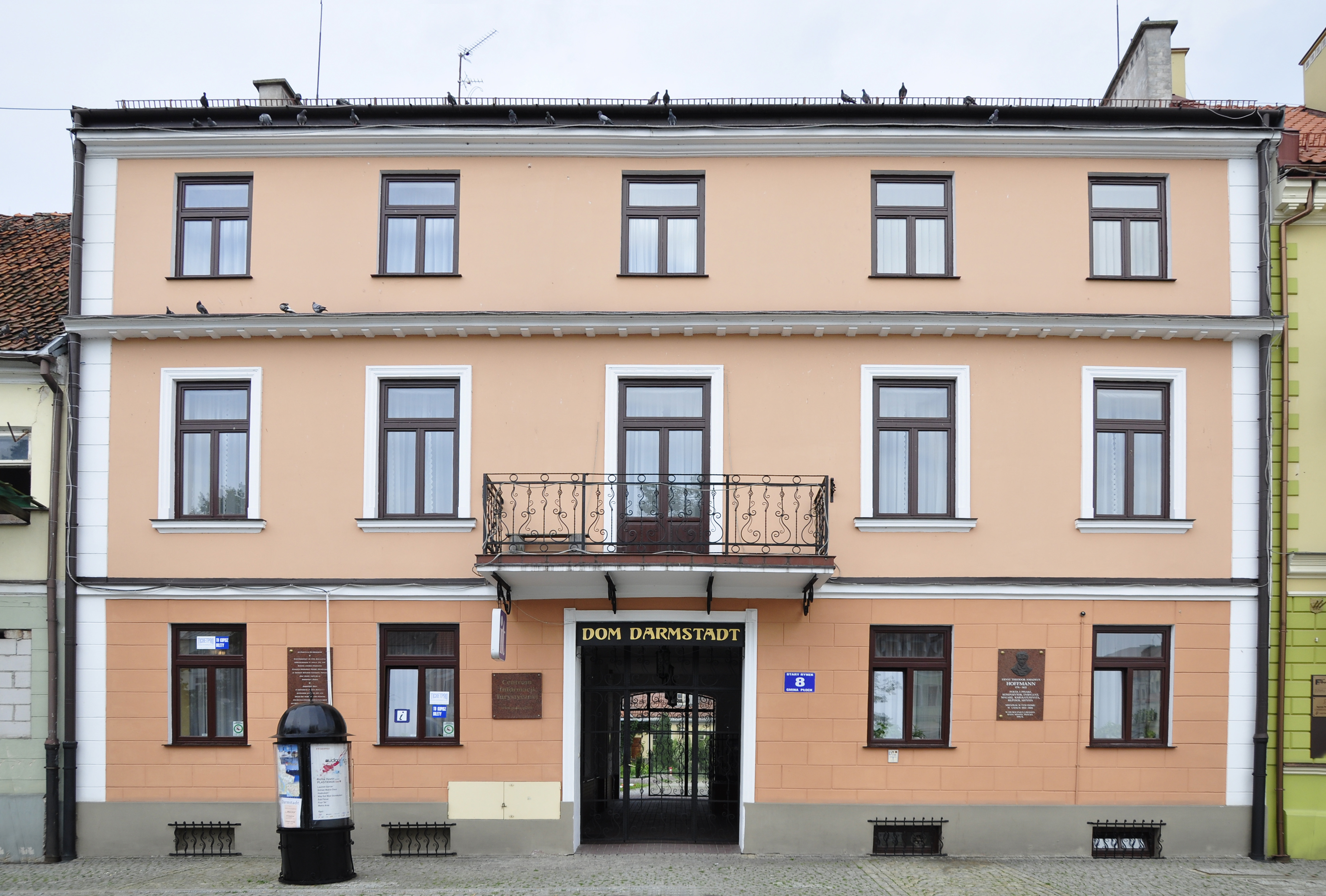
Frontfassade
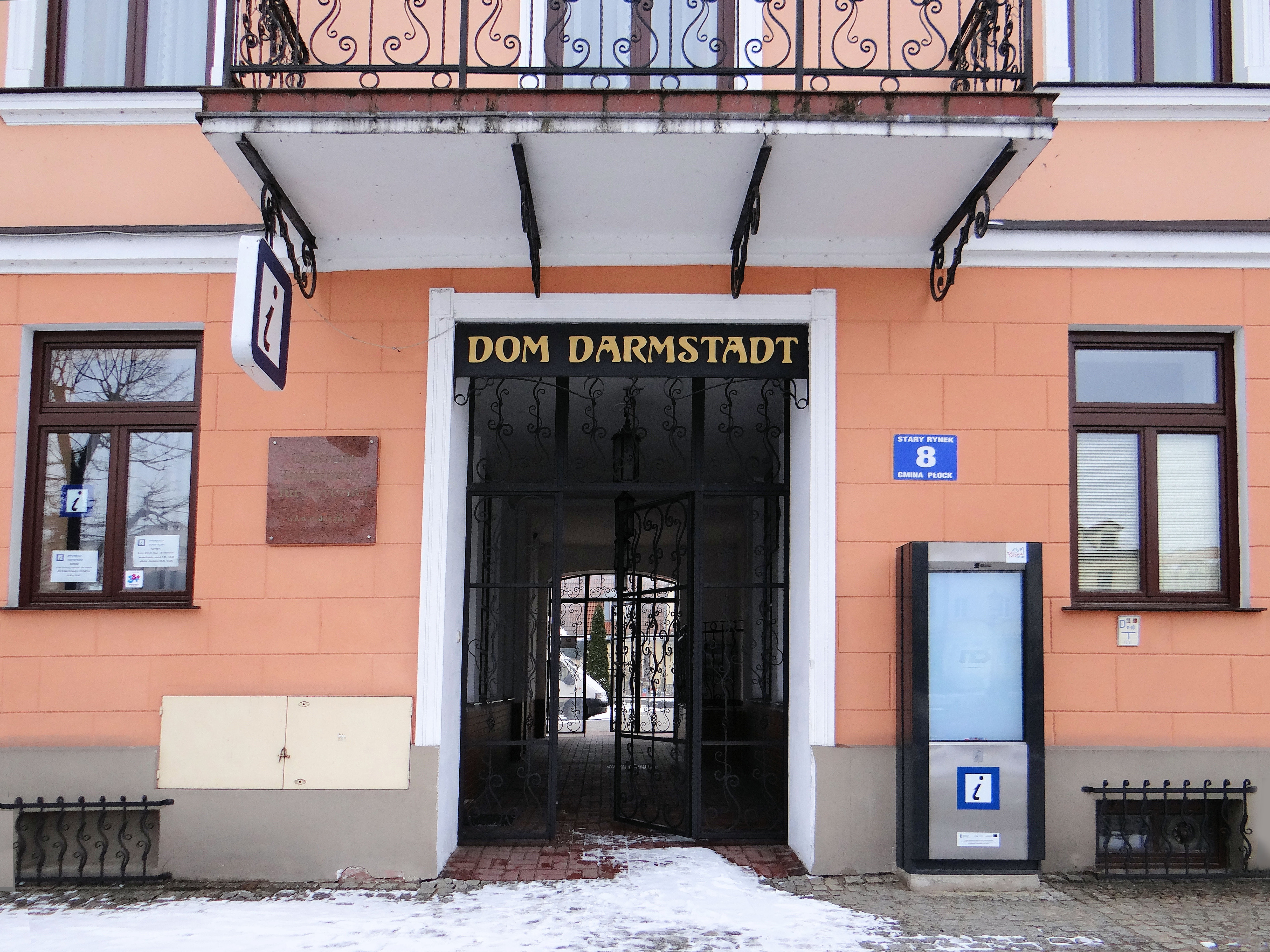
Eingang
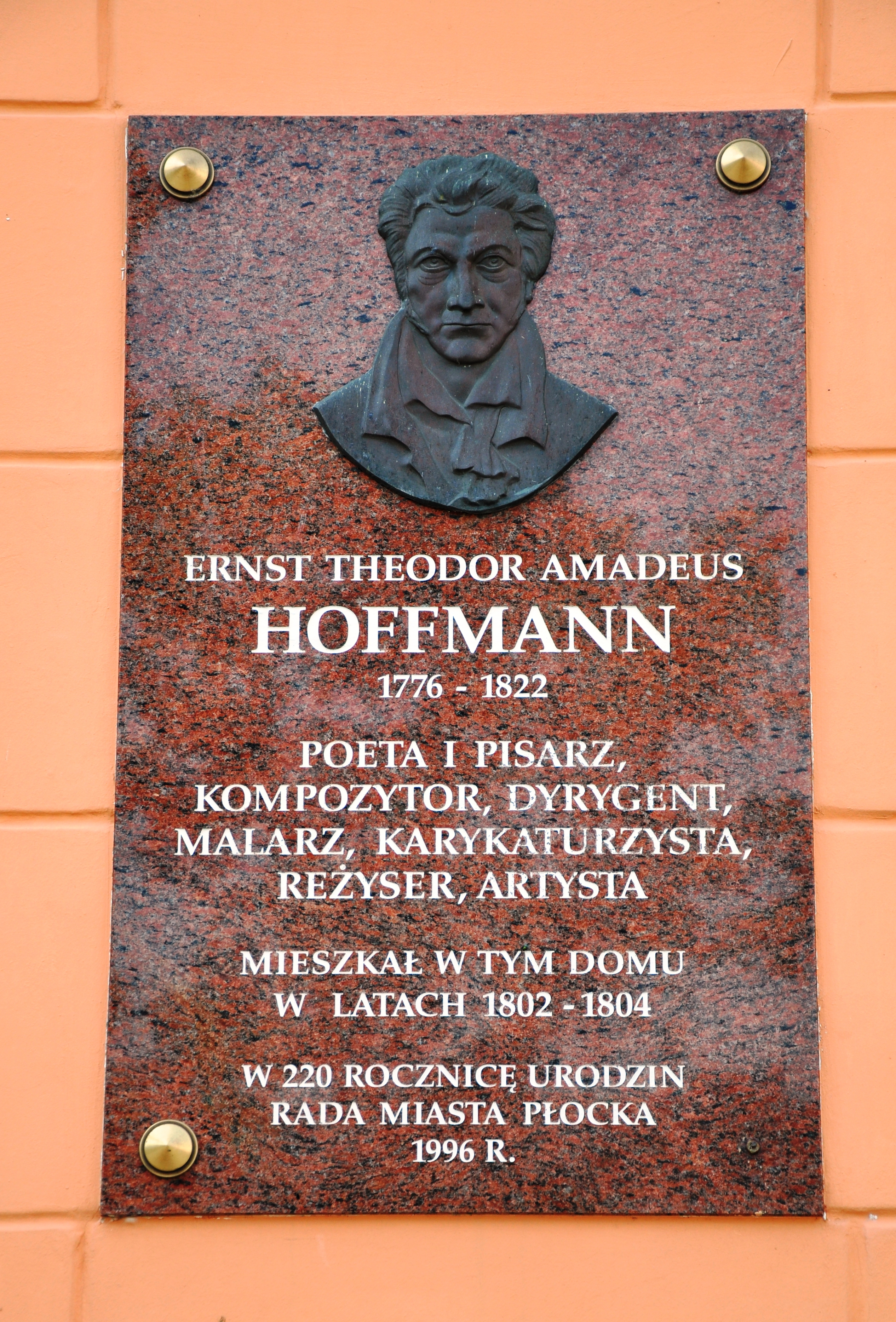
Gedenktafel E.T.A.Hoffmann

Das Haus wurde am 28. März 1962 unter 525/62 in das Verzeichnis der Baudenkmäler der Woiwodschaft Masowien eingetragen.